# تشازما
تشازما هي مدينة من مدن كرواتيا. يبلغ عدد سكانها 8,095 نسمة وذلك حسب إحصائيات سنة 2011. تبلغ مساحتها 240 كم².

## وصلات خارجية
- الموقع الرسمي